# Arroyomolinos de León
Arroyomolinos de León è un comune spagnolo di 965 abitanti situato nella comunità autonoma dell'Andalusia.

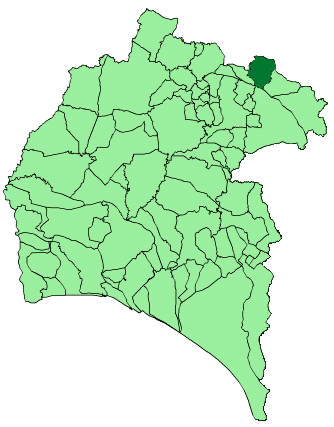
Mappa del comune nella provincia